# Lewis Holland
Lewis Holland (14 de janeiro de 1993) é um ruguebolista de sevens australiano.

## Carreira
Lewis Holland integrou o elenco da Seleção Australiana de Rugby Sevens 8º colocada na Rio 2016.